# Volkskammerwahl 1986
- SED: 127
- FDGB: 61
- FDJ: 37
- DFD: 32
- KB: 21
- DBD: 52
- VdgB: 14
- NDPD: 52
- LDPD: 52
- CDU: 52

- SED: 276
- Parteilos: 12
- DBD: 52
- NDPD: 53
- LDPD: 53
- CDU: 54

Die Wahl zur Volkskammer der DDR 1986 war die Wahl zur 9. Volkskammer der DDR und fand am 8. Juni 1986 statt. Sie war eine Scheinwahl. Es konnte lediglich über die Einheitsliste der Nationalen Front abgestimmt werden. Die Wahl hatte auf die Stärke der Fraktionen keinen Einfluss, deren Größe im Voraus festgelegt wurde.

## Wahlergebnis
Die Wahlbeteiligung lag nach offiziellen Angaben mit 12.402.013 abgegebenen Stimmen bei 12.434.444 registrierten Wählern bei 99,74 %. 2407 Stimmen wurden als ungültig gewertet. Damit wurden 99,94 % Zustimmung (12.392.094 Stimmen) zum Wahlvorschlag der Nationalen Front gezählt, 7512 Personen oder 0,06 % hatten demnach gegen ihn gestimmt.
| Partei/Gruppe | Partei/Gruppe                               | Akronym | Sitze |
| ------------- | ------------------------------------------- | ------- | ----- |
|               | Sozialistische Einheitspartei Deutschlands  | SED     | 127   |
|               | Freier Deutscher Gewerkschaftsbund          | FDGB    | 61    |
|               | Christlich-Demokratische Union Deutschlands | CDU     | 52    |
|               | Liberal-Demokratische Partei Deutschlands   | LDPD    | 52    |
|               | Demokratische Bauernpartei Deutschlands     | DBD     | 52    |
|               | National-Demokratische Partei Deutschlands  | NDPD    | 52    |
|               | Freie Deutsche Jugend                       | FDJ     | 37    |
|               | Demokratischer Frauenbund Deutschlands      | DFD     | 32    |
|               | Kulturbund                                  | KB      | 21    |
|               | Vereinigung der gegenseitigen Bauernhilfe   | VdgB    | 14    |

## Wahlfälschungen
Das Wahlrecht der DDR erlaubte auf dem Papier die öffentliche Kontrolle der Wahlauszählung. In der Praxis fand dies aus Angst vor Repressionen nicht statt. Bei den Volkskammerwahlen 1986 wagte eine Gruppe um Pfarrer Rainer Eppelmann diese Kontrolle in acht Wahllokalen in Berlin-Friedrichshain. Allein in diesen acht Wahllokalen nahmen 547 Wähler nicht an der Wahl teil. Das offizielle Wahlergebnis wies jedoch für ganz Ost-Berlin lediglich 840 Bürger auf, die nicht zur Wahl gegangen seien. Mit hoher Wahrscheinlichkeit lag somit Wahlfälschung vor. Bei den Kommunalwahlen in der DDR 1989 wurden nach dem gleichen Muster Kontrollen durch Bürger vorgenommen. Die dort aufgedeckten Wahlfälschungen waren einer der Auslöser der Wende.